# Liste des titres musicaux numéro un en Autriche en 1985
Cette page liste les titres numéro un dans les meilleures ventes de disques en Autriche pour l'année 1985.

## Classement des singles
| №  | Date          | Artiste            | Titre                           |
| -- | ------------- | ------------------ | ------------------------------- |
| 1  | 1er janvier   | Scotch             | Disco Band                      |
| 2  | 15 janvier    | Scotch             | Disco Band                      |
| 3  | 1er février   | Band Aid           | Do They Know It's Christmas?    |
| 4  | 15 février    | Opus               | Live Is Life                    |
| 5  | 1er mars      | Opus               | Live Is Life                    |
| 6  | 15 mars       | Opus               | Live Is Life                    |
| 7  | 1er avril     | Modern Talking     | You're My Heart, You're My Soul |
| 8  | 15 avril      | Modern Talking     | You're My Heart, You're My Soul |
| 9  | 1er mai       | Peter Cornelius    | Segel im Wind                   |
| 10 | 15 mai        | Austria für Afrika | Warum?                          |
| 11 | 1er juin      | Falco              | Rock Me Amadeus                 |
| 12 | 15 juin       | Falco              | Rock Me Amadeus                 |
| 13 | 1er juillet   | Modern Talking     | You Can Win If You Want         |
| 14 | 15 juillet    | Paul Hardcastle    | 19                              |
| 15 | 1er août      | Frank Duval        | Give Me Your Love               |
| 16 | 15 août       | Bad Boys Blue      | You’re a Woman                  |
| 17 | 1er septembre | Bad Boys Blue      | You’re a Woman                  |
| 18 | 15 septembre  | Bad Boys Blue      | You’re a Woman                  |
| 19 | 1er octobre   | Sandra             | (I'll Never Be) Maria Magdalena |
| 20 | 15 octobre    | Modern Talking     | Cheri, Cheri Lady               |
| 21 | 1er novembre  | Modern Talking     | Cheri, Cheri Lady               |
| 22 | 15 novembre   | a-ha               | Take on Me                      |
| 23 | 1er décembre  | Joy                | Touch by Touch                  |
| 24 | 15 décembre   | Jennifer Rush      | The Power of Love               |

## Classement des albums
| №  | Date          | Artiste           | Titre                  |
| -- | ------------- | ----------------- | ---------------------- |
| 1  | 1er janvier   | Sade              | Diamond Life           |
| 2  | 15 janvier    | Sade              | Diamond Life           |
| 3  | 1er février   | Sade              | Diamond Life           |
| 4  | 15 février    | Opus              | Live Is Life           |
| 5  | 1er mars      | Rainhard Fendrich | Wien bei Nacht         |
| 6  | 15 mars       | Opus              | Live Is Life           |
| 7  | 1er avril     | Opus              | Live Is Life           |
| 8  | 15 avril      | Matt Bianco       | Whose Side Are You On? |
| 9  | 1er mai       | Tina Turner       | Private Dancer         |
| 10 | 15 mai        | Tina Turner       | Private Dancer         |
| 11 | 1er juin      | Tina Turner       | Private Dancer         |
| 12 | 15 juin       | Dire Straits      | Brothers in Arms       |
| 13 | 1er juillet   | Dire Straits      | Brothers in Arms       |
| 14 | 15 juillet    | Bruce Springsteen | Born in the U.S.A.     |
| 15 | 1er août      | Bruce Springsteen | Born in the U.S.A.     |
| 16 | 15 août       | Bruce Springsteen | Born in the U.S.A.     |
| 17 | 1er septembre | Bruce Springsteen | Born in the U.S.A.     |
| 18 | 15 septembre  | Bruce Springsteen | Born in the U.S.A.     |
| 19 | 1er octobre   | S.T.S.            | Grenzenlos             |
| 20 | 15 octobre    | S.T.S.            | Grenzenlos             |
| 21 | 1er novembre  | Falco             | Falco 3                |
| 22 | 15 novembre   | Falco             | Falco 3                |
| 23 | 1er décembre  | Falco             | Falco 3                |
| 24 | 15 décembre   | Falco             | Falco 3                |